# Eaton (entreprise)
Pour les articles homonymes, voir Eaton.
Eaton Corporation est une entreprise spécialisée dans les systèmes électriques et hydrauliques. Son siège social était initialement situé à Cleveland aux États-Unis, mais a été déplacé à Dublin. Eaton Corporation est membre de l'association européenne des équipementiers automobiles, le CLEPA.
Eaton se classait en 2023 au 66e rang mondial pour la production d'armement.

## Historique
Le 31 octobre 2007 Eaton finalise le rachat de  « MGE’s Small Systems Business ».
Le 21 mai 2012, Eaton rachète l'entreprise irlandaise Cooper Industries pour 11,8 milliards de dollars. Après ce rachat, Eaton compte déplacer son siège social en Irlande.
En janvier 2014, Eaton vend sa division d'alimentation électrique dans l'astronautique à Safran pour 270 millions de dollars.
En mars 2019, Eaton annonce la scission de ses activités dans le domaine de l'éclairage. En octobre 2019, Signify annonce l'acquisition de Cooper Lighting, la filiale de Eaton spécialisée dans l'éclairage, pour 1,4 milliard de dollars. Eaton finalise l'acquisition de Souriau le 20 décembre 2019. En janvier 2020, Eaton annonce la vente à Danfoss de ses activités hydrauliques qui emploie 11 000 personnes pour 3,3 milliards de dollars.
En février 2021, Eaton annonce l'acquisition  pour 2,83 milliards de dollars de Cobham Mission Systems, spécialisée dans les équipements pour le ravitaillement en vol.

## Principaux actionnaires
Au 11 avril 2020.
| The Vanguard Group                | 7,82% |
| SSgA Funds Management             | 4,42% |
| Massachusetts Financial Services  | 3,78% |
| Wellington Management             | 3,66% |
| Brave Warrior Advisors            | 2,58% |
| BlackRock Fund Advisors           | 2,46% |
| JPMorgan Investment Management,   | 2,29% |
| Norges Bank Investment Management | 2,09% |
| Atlantic Investment Management    | 2,08% |
| Boston Partners Global Investors  | 1,58% |